# Трир

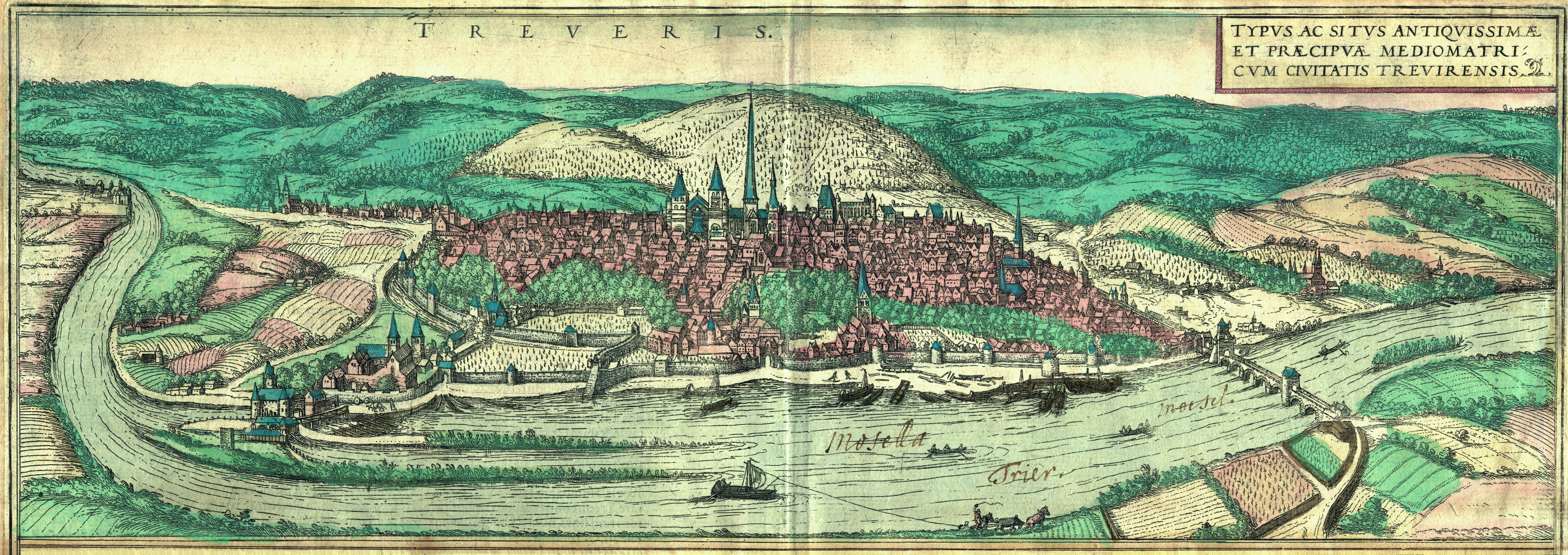
Трир в 1572 году, гравюра.

Трир (нем. Trier, лат. Augusta Treverorum, пфальц. Trija, фр. Trèves, люкс. Tréier) — немецкий город на западе земли Рейнланд-Пфальц, недалеко от границы с Люксембургом; старейший город Германии. Основан в 16 году до н. э. римским императором Октавианом Августом рядом со святилищем племени треверов, откуда и произошло название города — «Августа Треверорум». Ключевые исторические памятники города являются объектом Всемирного наследия и находятся под защитой ЮНЕСКО.

## История
Первое поселение здесь было основано императором Августом более двух тысячелетий назад и называлось Августа Треверов. Вскоре колония превратилась в важный торговый центр. Своего расцвета город достигает во II веке. Пережив первое нападение алеманнов, постепенно превращается в благополучную императорскую резиденцию, называемую «Северный Рим». К началу IV века население города превысило 80 000 (что ненамного уступает современному).
Завоевание Августы Треверов франками около 480 года стало одним из свидетельств заката римского господства на севере Европы.
Средневековый Трир, привлекавший паломников мощами апостола Матфия, был одним из трёх архиепископских центров на территории Германии. Всеми аспектами городской жизни до 1794 года ведал архиепископ (курфюрст), проживавший, впрочем, обычно в Эренбрайтштайне или другой резиденции на берегу Рейна. С 1473 по 1797 годы работал Трирский университет. В XVI веке — один из четырёх крупнейших в Германии центров охоты на ведьм; особенно масштабными были ведовские процессы 1581—83 гг. Людовик XIV безуспешно пытался присоединить Трир к Франции, и его армии подолгу оккупировали город. Вновь занят французами с 1794 по 1815 годы.
Решением Венского конгресса передан прусской короне, после чего вошёл в состав Рейнской провинции. В 1818 году в семье трирского законника Генриха Маркса родился сын Карл — основоположник марксизма.

## Достопримечательности
Легендарные Чёрные ворота (Porta Nigra), чьи некогда светлые камни потемнели от ветров и непогоды, высятся на оси север-юг как последнее из четырёх укреплений защитного кольца города. Ширина ворот составляет 36 метров, высота — 30, а глубина — 21,5. Это самые большие и лучше всего сохранившиеся ворота на всей территории Западной Римской империи. С внешней стороны фасад разделён полуколоннами, а внутренние стены украшены пилястрами. Porta Nigra в своё время служили таможней.
Отличающийся богатством отделки и убранства Трирский собор вместе с трирской Либфрауэнкирхе был внесён в 1986 году в список Всемирного культурного наследия человечества. Для спасения собора от разрушения уже много лет назад были приняты серьёзные меры. Некоторые его части, включённые в позднюю постройку, тоже относятся к античному времени. Собор был заложен в 320 году святым Агрицием Трирским по повелению императора Константина. Недавние раскопки дали возможность показать, что Елена, мать Константина, сыграла важную роль в его строительстве. Интерьер собора формируют романские, готические и барочные архитектурные элементы. Гигантские размеры колонн, чистота и гармония сводов делают этот самый старый собор на территории Германии одним из чудес романского искусства. Святая Елена в IV веке перевезла в собор хитон Христа. Сейчас он покоится в хрустальном саркофаге и достаётся раз в несколько лет на страстную пятницу. Последний раз выставлялся в 2012 году с 13 апреля по 13 мая по случаю 500-летия первого публичного поклонения (1512). Там же хранится и предполагаемая глава равноапостольной Елены (1356).
В Аббатстве св. Матфия почивают мощи св. апостола Матфия, который по жребию заменил отпавшего Иуду. Возведённая Константином Великим в 310 году базилика из плоского кирпича даже сегодня, когда дворец полностью реконструирован заново, подкупает своей величественной и строгой простотой. В оконных нишах Константиновой базилики, чей пол был некогда выложен чёрным и белым мрамором, а стены украшены мраморными инкрустациями, сохранились остатки росписей. С XII века это здание было дворцом епископа. Полностью встроенный в XVII веке в замок курфюрста огромный зал был переоборудован в 1846—1856 годах по указанию прусского короля в евангелическую церковь. За исключением деревянного кессонированного потолка, базилика полностью лишена украшений.
Главный фасад резиденции курфюрстов XVI—XVIII веков выполнен в стиле барокко, выкрашен в розовый цвет, украшен псевдоантичными статуями и позолотой. В интерьерах представлены стили в диапазоне от ренессанса до рококо. Перед дворцом — вереница статуй, резные изгороди дугообразной формы и сады с большим водоёмом.
В восточной части Трира располагаются некогда огромные купальни (императорские термы). Их начали сооружать в III веке и завершили при императоре Константине. Позже весь комплекс был перестроен и превратился в форум. Ещё более величественны термы Барбары, отапливавшиеся древесным углём с помощью специальной установки в подвале.
По Римскому мосту и сегодня проходит автодорога. Его опоры из монолитного бетона, облицованного камнем вулканического происхождения, выдержали даже заряды взрывчатки, заложенные французской армией, вторгшейся сюда в XVII веке.
Также популярностью у туристов пользуются несколько зданий, связанных с именем Карла Маркса (в том числе дом-музей, где он родился). К 200-летию со дня рождения Маркса недалеко от Чёрных ворот был установлен памятник ему.

## Наука и образование
Перечень университетов, академий и прочих учебных заведений Трира:
- Трирский университет — основан в 1473 году, в 1798 году прекратил своё существование, а в 1970 году был вновь восстановлен как часть университета Трир-Кайзерслаутерн, с 1975 года является самостоятельным учреждением.
- Теологический факультет Трира — независимая высшая школа в тесной кооперации с Трирским университетом.
- Епископская семинария для священников Трира — для кандидатов на должность священника епископства Трира.
- Высшее специальное учебное заведение Трира — основано в 1971 году, филиалы находятся в Биркенфельде (Наэ) и Идар-Оберштайне.
- Европейская художественная академия Трира — независимая художественная академия, основанная в 1977 году профессором Эрихом Кремером.
- Немецкая судейская академия
- Европейская юридическая академия Трира — учебное заведение для юристов по европейскому праву.
- Европейская академия спорта (Рейнланд-Пфальц)
- Школа гражданской службы

## Экономика

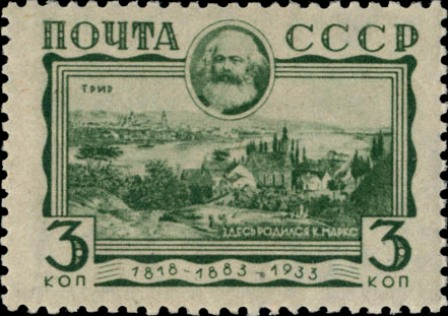
Марка СССР 1933 год. 50-летие со дня смерти Карла Маркса: «Родина К. Маркса - г. Трир»

В Трире работают табачные компании Heintz van Landewyck и JT International Germany, пивоварня Karlsberg, компании-производители игристого вина Sektkellerei Schloss Wachenheim, Bernard-Massard и Peter Herres Wein- und Sektkellerei. Непродовольственные товары создают компании Romika, MAN, Michelin. В Трире находится туристическая деревня, входящая в группу Landal Greenparks. С 1826 по 1978 годы здесь работала пивоварня Caspary-Brauerei.
Имеется кооперативный банк Volksbank Trier и сберегательный банк Sparkasse Trier. Выходит ежедневная газета Trierischer Volksfreund.

## Административное деление города
Современный Трир подразделяется на 19 административных районов:
- Трир-Центральный
- Трир-Северный
- Трир-Южный
- Трир-Эранг/Квинт
- Трир-Пфальцель
- Трир-Бивер
- Трир-Рувер/Айтельсбах
- Трир-Западный/Паллиен
- Трир-Ойрен
- Трир-Цевен
- Трир-Олевиг
- Трир-Кюренц
- Трир-Тарфорст
- Трир-Фильш
- Трир-Ирш
- Трир-Керншайд
- Трир-Файен/Вайсмарк
- Трир-Хайлигкройц
- Трир-Марияхоф

## Города-побратимы
- Глостер (англ. Gloucester), Англия, Великобритания (1957)
- Мец (фр. Metz), Франция (1957)
- Асколи-Пичено (итал. Ascoli Piceno), Италия (1958)
- Хертогенбос (нидерл. 's-Hertogenbosch), Нидерланды (1968)
- Пула (хорв. Pula), Хорватия (1971)
- Веймар (нем. Weimar), Германия (1987)
- Форт-Уэрт (англ. Fort Worth), Техас, США (1987)
- Нагаока (яп. 長岡市), Япония (2006)
- Сямынь (кит. 厦门市), Китай (2010)
- Изюм (укр. Ізюм), Украина (2024)[10][11]

## В популярной культуре
Трир фигурирует в одной из сцен игры Deus Ex: Invisible War. Таким образом, игрок может совершить ограниченную виртуальную прогулку не только по самому Триру в 2072 году, но и по подвалам, коммуникационным тоннелям, а также забраться на Порта Нигра.

## Галерея

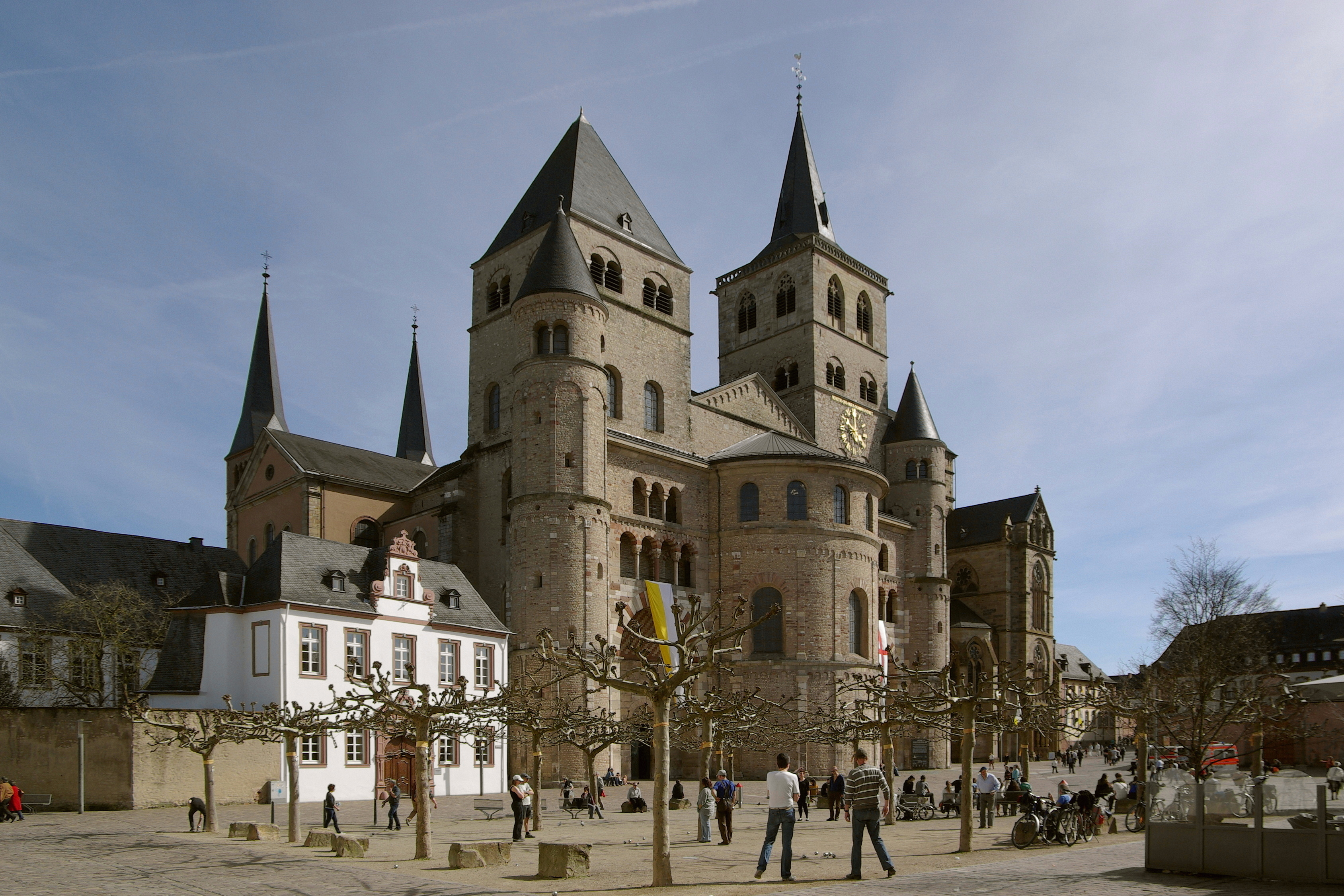
Трирский кафедральный собор
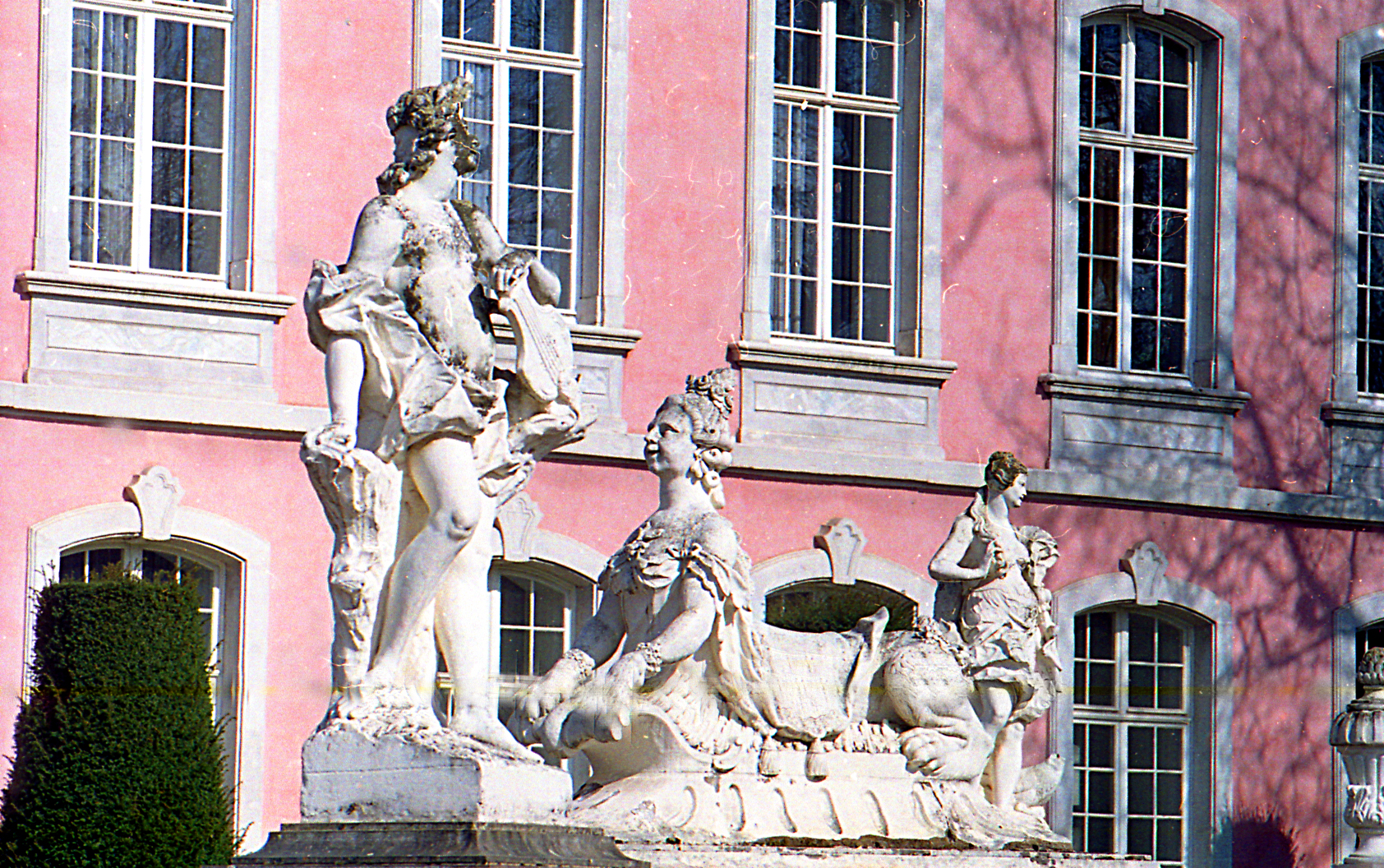
Барочный сфинкс у дворца курфюрста
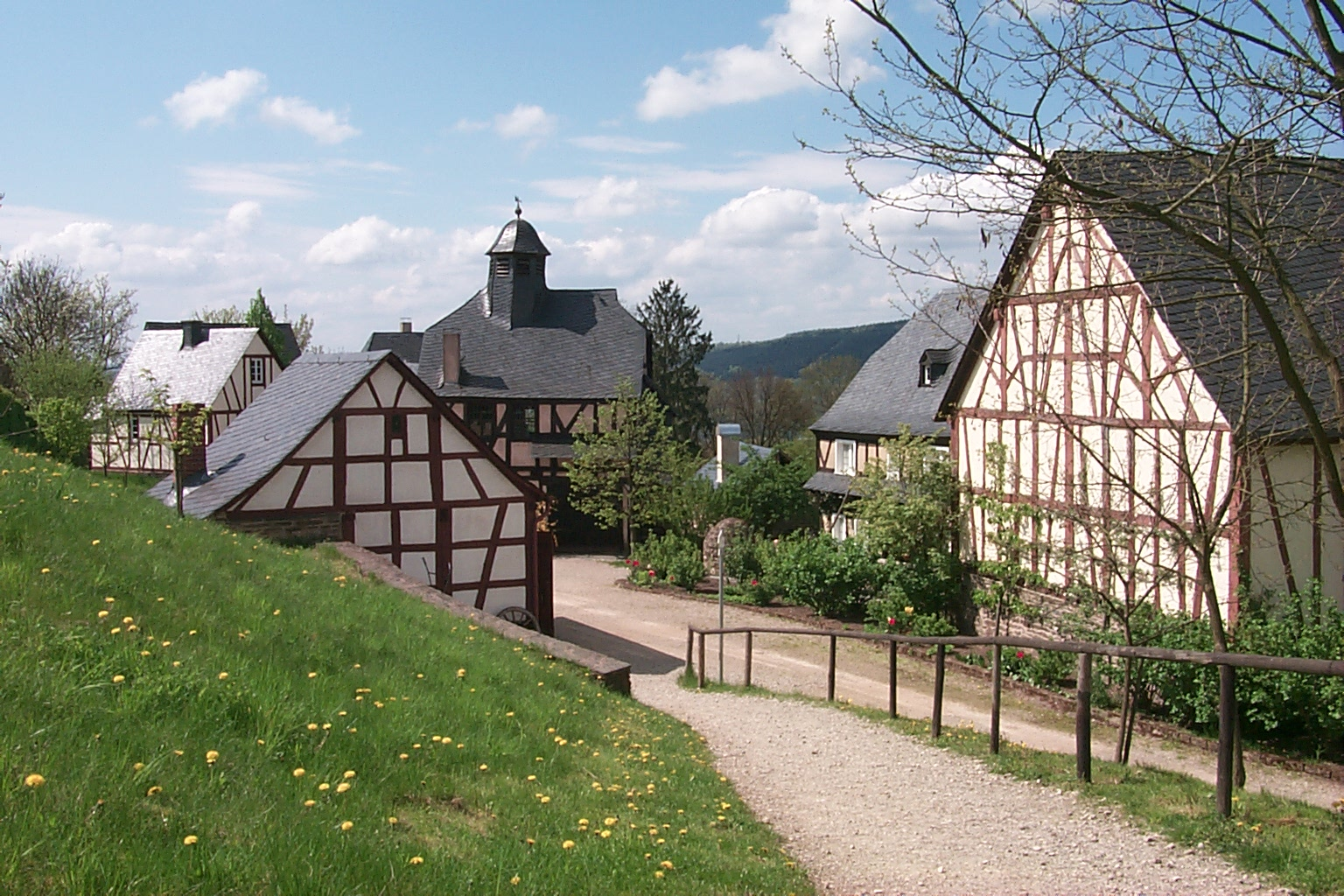
Музей под открытым небом Рошейдер Хоф
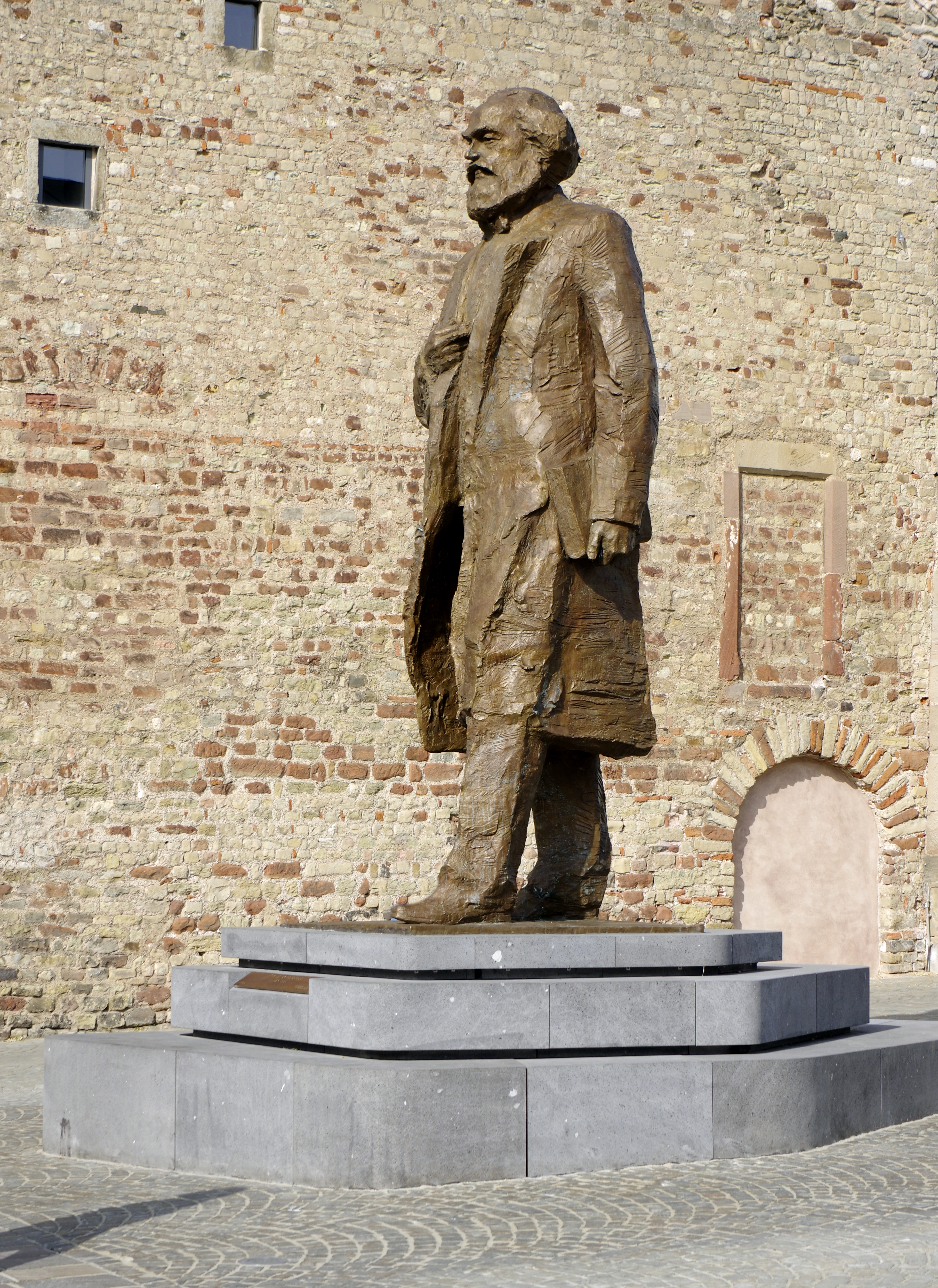
Памятник Карлу Марксу
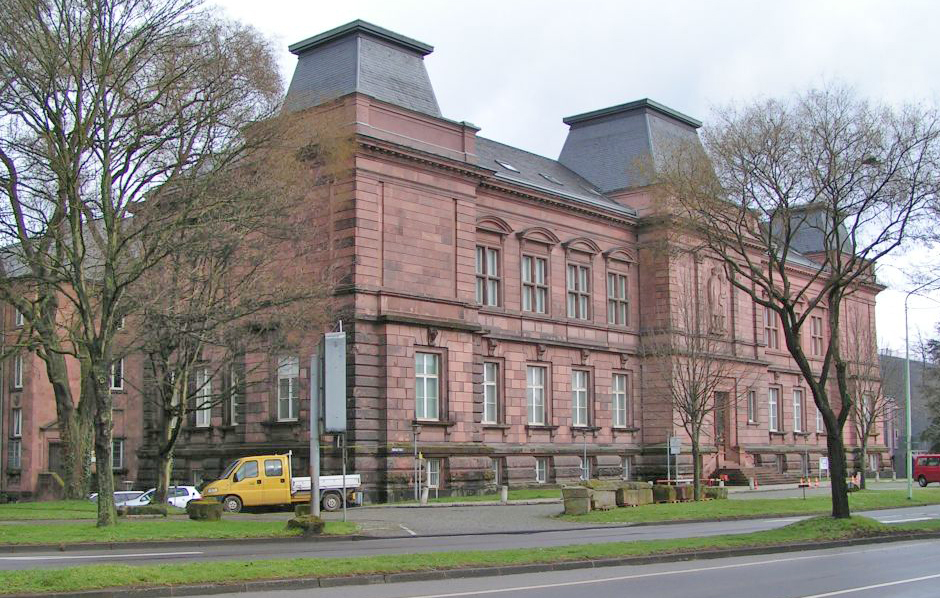
Археологический музей

## Интересные факты
- Адольф Гитлер и министр науки, воспитания и народного образования Третьего рейха Бернгард Руст были почётными гражданами города. В соответствии с немецкими законами, это звание автоматически аннулируется после смерти[13].